# Svjatoslav Olgovič
Svjatoslav Olgovič (rusko Святослав Ольгович) je bil novgorodski, novgorodo-severski, belgorodo-kijevski in černigovski knez, * ni znano, † 14. februar 1164.
Bil je sin černigovskega kneza Olega Svjatoslaviča in hčerke kumanskega  kana Oseluka.
Po smrti starejšega brata Vsevoloda II. je Izjaslav Mstislavič Svjatoslava in njegovega brata Igorja pregnal iz Kijeva. Svjatoslavu je uspelo pobegniti, Igorja pa so na begu ujeli in ga leta 1147 ubili. Svjatoslav je pobegnil v Černigov. Novgorod-Severski je moral prepustiti bratrancema Izjaslavu Davidoviču in Vladimirju Davidoviču. S pomočjo svojega zaveznika Jurija Dolgorokega in svojega tasta Aepa kana je Svjatoslav začel vojno proti svojim bratrancem, vendar je bil prisiljen pobegniti v Karačev, kjer je 16. januarja 1147 porazil brate Davidoviče.

## Družina
Leta 1108 se je poročil s kumansko princeso, hčerko Aepa kana, s katero je imel hčerko in sina Olega. Leta 1136 se je poročil drugič, tokrat z meščanko Novgoroda, s katero je imel slavnega sina Igorja Svjatoslaviča.

## Vir
- Dimnik, Martin. The Dynasty of Chernigov, 1146-1246. 2000.